# Przejście graniczne Gozdowice-Güstebieser Loose
Przejście graniczne Gozdowice-Güstebieser Loose – utworzone i zlikwidowane w 2007 polsko-niemieckie drogowe (przeprawa promowa) przejście graniczne położone w województwie zachodniopomorskim, w powiecie gryfińskim, w gminie Mieszkowice, w miejscowości Gozdowice, nad rzeką Odrą.

## Opis
Przejście graniczne Gozdowice-Güstebieser Loose został utworzone 20 października 2007. Czynne było kwiecień–październik w godz. 6.30–20.30 z ograniczeniem kursowania promu z powodu złych warunków atmosferycznych. Dopuszczony był ruch osobowy z wyłączeniem autobusów, towarowy pojazdami o dopuszczalnej masie całkowitej do 3,5 tony i mały ruch graniczny. Kontrolę graniczną osób, towarów i środków transportu wykonywała Placówka Straży Granicznej w Osinowie Dolnym (Placówka SG w Osinowie Dolnym).
21 grudnia 2007 na mocy układu z Schengen przejście graniczne zostało zlikwidowane.
Obecnie w tym miejscu funkcjonuje przeprawa promowa Gozdowice-Güstebieser Loose.

Przejście graniczne Gozdowice-Güstebieser Loose
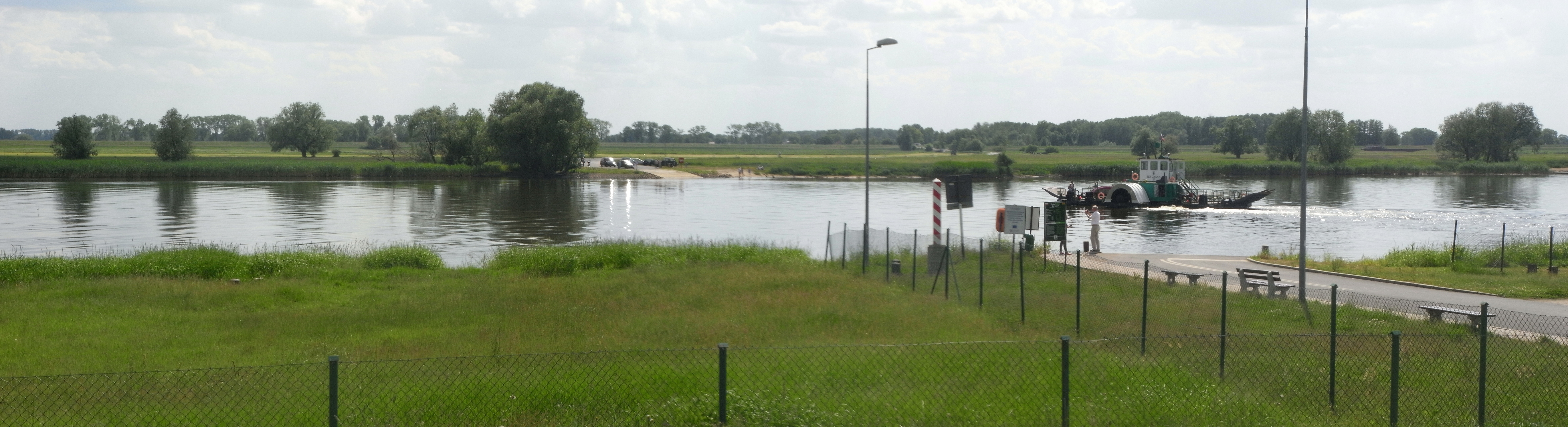
(maj 2011)
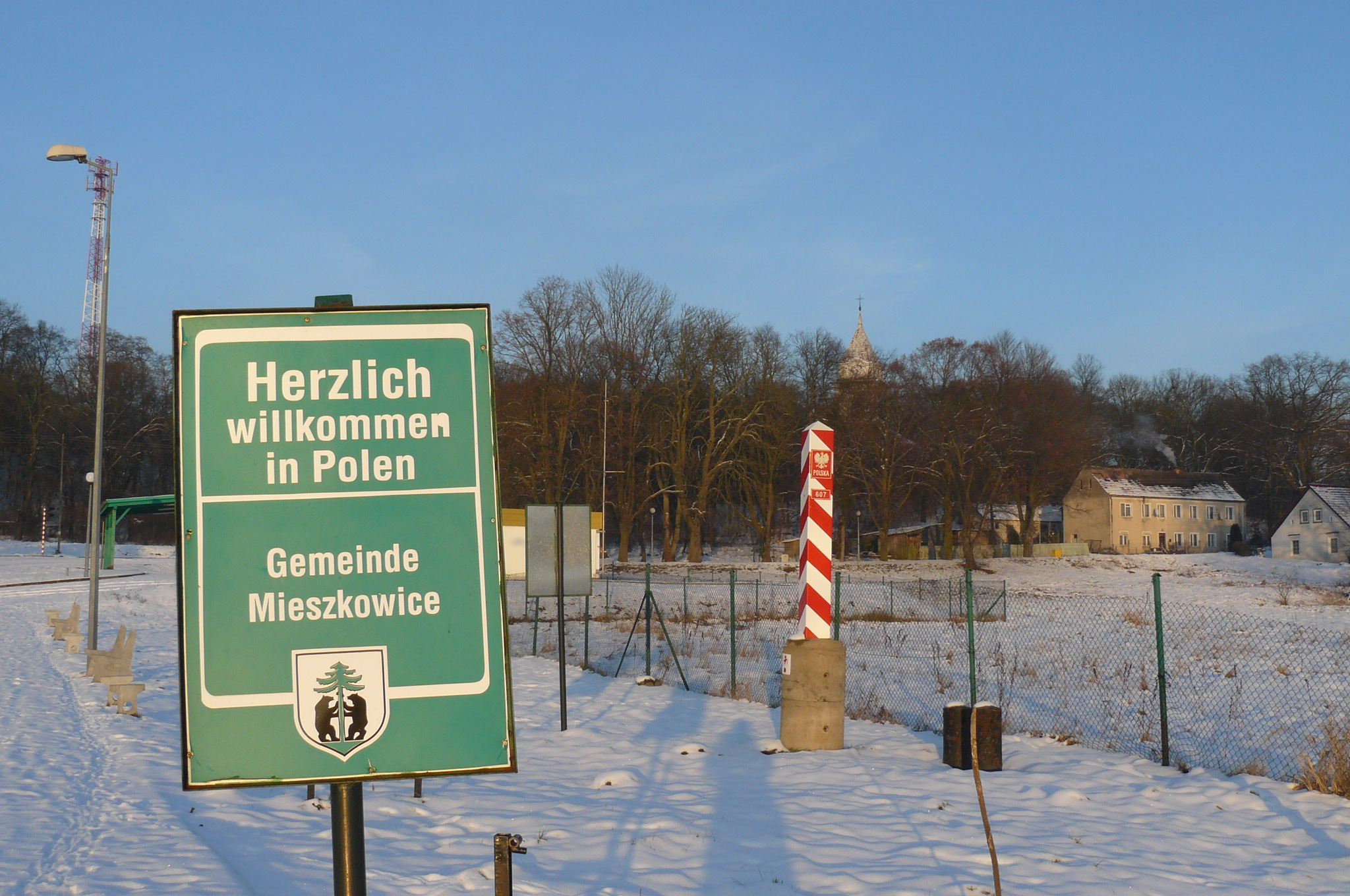
(styczeń 2013)